# Liste der Nummer-eins-Country-Alben in den USA (1981)
Dies ist eine Liste der Nummer-eins-Alben in den von Billboard ermittelten Verkaufscharts für Country-Alben in den USA im Jahr 1981. In diesem Jahr gab es zwölf Nummer-eins-Alben.

| ← 1980 ← | Liste der Nummer-eins-Country-Alben in den USA | Liste der Nummer-eins-Country-Alben in den USA | Liste der Nummer-eins-Country-Alben in den USA | 1982 →                    |
| \| Zeitraum \| Wo. ges. \| Interpret \| Titel \| Zusätzliche Informationen \| \| (Zeitraum, Wochen auf Platz eins, Interpret, Titel, zusätzliche Informationen) \| \| \| \| \| \| ------------------------------------------------------------------------------ \| -------- \| -------------- \| --------------------------------------- \| ------------------------- \| \| 27. Dezember 1980 – 23. Januar 1981 4 Wochen (insgesamt 9) \| 9 \| Kenny Rogers \| Greatest Hits[1] \| - \| \| 24. Januar 1981 – 30. Januar 1981 1 Woche (insgesamt 2) \| 2 \| Ronnie Milsap \| Greatest Hits[2] \| - \| \| 31. Januar 1981 – 13. Februar 1981 2 Wochen (insgesamt 11) \| 11 \| Kenny Rogers \| Greatest Hits \| - \| \| 14. Februar 1981 – 24. April 1981 10 Wochen (insgesamt 10) \| 10 \| Dolly Parton \| 9 to 5 and Odd Jobs[3] \| - \| \| 25. April 1981 – 1. Mai 1981 1 Woche (insgesamt 2) \| 2 \| Eddie Rabbitt \| Horizon[4] \| - \| \| 2. Mai 1981 – 22. Mai 1981 3 Wochen (insgesamt 3) \| 3 \| Willie Nelson \| Somewhere Over the Rainbow[5] \| - \| \| 23. Mai 1981 – 5. Juni 1981 2 Wochen (insgesamt 2) \| 2 \| Alabama \| Feels So Right[6] \| - \| \| 6. Juni 1981 – 19. Juni 1981 2 Wochen (insgesamt 2) \| 2 \| Rosanne Cash \| Seven Year Ache[7] \| - \| \| 20. Juni 1981 – 17. Juli 1981 4 Wochen (insgesamt 6) \| 6 \| Alabama \| Feels So Right \| - \| \| 18. Juli 1981 – 24. Juli 1981 1 Woche (insgesamt 1) \| 1 \| Oak Ridge Boys \| Fancy Free[8] \| - \| \| 25. Juli 1981 – 31. Juli 1981 1 Woche (insgesamt 7) \| 7 \| Alabama \| Feels So Right \| - \| \| 1. August 1981 – 7. August 1981 1 Woche (insgesamt 2) \| 2 \| Oak Ridge Boys \| Fancy Free \| - \| \| 8. August 1981 – 14. August 1981 1 Woche (insgesamt 8) \| 8 \| Alabama \| Feels So Right \| - \| \| 15. August 1981 – 21. August 1981 1 Woche (insgesamt 3) \| 3 \| Oak Ridge Boys \| Fancy Free \| - \| \| 22. August 1981 – 28. August 1981 1 Woche (insgesamt 9) \| 9 \| Alabama \| Feels So Right \| - \| \| 29. August 1981 – 11. September 1981 2 Wochen (insgesamt 2) \| 2 \| Kenny Rogers \| Share Your Love[9] \| - \| \| 12. September 1981 – 25. September 1981 2 Wochen (insgesamt 11) \| 11 \| Alabama \| Feels So Right \| - \| \| 26. September 1981 – 16. Oktober 1981 3 Wochen (insgesamt 3) \| 3 \| Eddie Rabbitt \| Step by Step[10] \| - \| \| 17. Oktober 1981 – 30. Oktober 1981 2 Wochen (insgesamt 2) \| 2 \| Ronnie Milsap \| There’s No Gettin’ Over Me[11] \| - \| \| 31. Oktober 1981 – 20. November 1981 3 Wochen (insgesamt 14) \| 14 \| Alabama \| Feels So Right \| - \| \| 21. November 1981 – 27. November 1981 1 Woche (insgesamt 3) \| 3 \| Ronnie Milsap \| There’s No Gettin’ Over Me \| - \| \| 28. November 1981 – 4. Dezember 1981 1 Woche (insgesamt 15) \| 15 \| Alabama \| Feels So Right \| - \| \| 5. Dezember 1981 – 25. Dezember 1981 3 Wochen (insgesamt 3) \| 3 \| Willie Nelson \| Greatest Hits (& Some That Will Be)[12] \| - \| |                                                |                                                |                                                |                           |
| ← 1980 |                                                |                                                |                                                | → 1982 →                  |
| Zeitraum | Wo. ges.                                       | Interpret                                      | Titel                                          | Zusätzliche Informationen |
| (Zeitraum, Wochen auf Platz eins, Interpret, Titel, zusätzliche Informationen) |                                                |                                                |                                                |                           |
| 27. Dezember 1980 – 23. Januar 1981 4 Wochen (insgesamt 9) | 9                                              | Kenny Rogers                                   | Greatest Hits                                  | -                         |
| 24. Januar 1981 – 30. Januar 1981 1 Woche (insgesamt 2) | 2                                              | Ronnie Milsap                                  | Greatest Hits                                  | -                         |
| 31. Januar 1981 – 13. Februar 1981 2 Wochen (insgesamt 11) | 11                                             | Kenny Rogers                                   | Greatest Hits                                  | -                         |
| 14. Februar 1981 – 24. April 1981 10 Wochen (insgesamt 10) | 10                                             | Dolly Parton                                   | 9 to 5 and Odd Jobs                            | -                         |
| 25. April 1981 – 1. Mai 1981 1 Woche (insgesamt 2) | 2                                              | Eddie Rabbitt                                  | Horizon                                        | -                         |
| 2. Mai 1981 – 22. Mai 1981 3 Wochen (insgesamt 3) | 3                                              | Willie Nelson                                  | Somewhere Over the Rainbow                     | -                         |
| 23. Mai 1981 – 5. Juni 1981 2 Wochen (insgesamt 2) | 2                                              | Alabama                                        | Feels So Right                                 | -                         |
| 6. Juni 1981 – 19. Juni 1981 2 Wochen (insgesamt 2) | 2                                              | Rosanne Cash                                   | Seven Year Ache                                | -                         |
| 20. Juni 1981 – 17. Juli 1981 4 Wochen (insgesamt 6) | 6                                              | Alabama                                        | Feels So Right                                 | -                         |
| 18. Juli 1981 – 24. Juli 1981 1 Woche (insgesamt 1) | 1                                              | Oak Ridge Boys                                 | Fancy Free                                     | -                         |
| 25. Juli 1981 – 31. Juli 1981 1 Woche (insgesamt 7) | 7                                              | Alabama                                        | Feels So Right                                 | -                         |
| 1. August 1981 – 7. August 1981 1 Woche (insgesamt 2) | 2                                              | Oak Ridge Boys                                 | Fancy Free                                     | -                         |
| 8. August 1981 – 14. August 1981 1 Woche (insgesamt 8) | 8                                              | Alabama                                        | Feels So Right                                 | -                         |
| 15. August 1981 – 21. August 1981 1 Woche (insgesamt 3) | 3                                              | Oak Ridge Boys                                 | Fancy Free                                     | -                         |
| 22. August 1981 – 28. August 1981 1 Woche (insgesamt 9) | 9                                              | Alabama                                        | Feels So Right                                 | -                         |
| 29. August 1981 – 11. September 1981 2 Wochen (insgesamt 2) | 2                                              | Kenny Rogers                                   | Share Your Love                                | -                         |
| 12. September 1981 – 25. September 1981 2 Wochen (insgesamt 11) | 11                                             | Alabama                                        | Feels So Right                                 | -                         |
| 26. September 1981 – 16. Oktober 1981 3 Wochen (insgesamt 3) | 3                                              | Eddie Rabbitt                                  | Step by Step                                   | -                         |
| 17. Oktober 1981 – 30. Oktober 1981 2 Wochen (insgesamt 2) | 2                                              | Ronnie Milsap                                  | There’s No Gettin’ Over Me                     | -                         |
| 31. Oktober 1981 – 20. November 1981 3 Wochen (insgesamt 14) | 14                                             | Alabama                                        | Feels So Right                                 | -                         |
| 21. November 1981 – 27. November 1981 1 Woche (insgesamt 3) | 3                                              | Ronnie Milsap                                  | There’s No Gettin’ Over Me                     | -                         |
| 28. November 1981 – 4. Dezember 1981 1 Woche (insgesamt 15) | 15                                             | Alabama                                        | Feels So Right                                 | -                         |
| 5. Dezember 1981 – 25. Dezember 1981 3 Wochen (insgesamt 3) | 3                                              | Willie Nelson                                  | Greatest Hits (& Some That Will Be)            | -                         |